# Человек, который никогда не рождался
«Человек, который никогда не рождался» (англ. The Outer Limits: The Man Who Was Never Born) — телефильм, 6 серия 1 сезона телесериала «За гранью возможного» 1963—1965 годов.

## Вступление
Здесь, в ярком скоплении одиноких миллиардов и миллиардов звезд, одиночество может быть захватывающим и добровольным, в отличие от одиночества, которое человек испытывает на Земле. Здесь, в глубоком звездном Ничто, человек может быть единым с пространством и временем; озабоченным, но все же спокойным; взволнованным и все же уравновешенным. Его зовут Джозеф Рердон. Ему, в настоящее время, тридцать лет. Это — первый раз, когда он совершил подобное путешествие самостоятельно…

## Сюжет
Астронавт по имени Джозеф Рердон после своего космического путешествия приземляется на Земле и находит родную планету пустынной и бесплодной. Он встречает Андро, единственное живое существо (прежнего человека), который выглядит, как будто болен водяным раком (номой), псориазом и как будто бы ему более 600 лет. Андро рассказывает Джозефу, что сейчас 2148 год — астронавт попал в будущее. Андро — один из немногих оставшихся в живых после биологической катастрофы, свершившейся из-за ученого по имени Бертрам Кэбот-младший.
Андро объясняет ситуацию, и Рердон решает попробовать возвратиться в своё собственное время и взять Андро с собой, чтобы показать людям будущее, и, возможно, избежать катастрофы. Возвращаясь через дыру времени, Рердон погибает, и теперь только Андро может найти способ препятствовать тому, чтобы настало то ужасное будущее, в котором тот жил. Андро может выдавать себя за нормального человека; он использует эту способность для того, чтобы начать искать способ остановить работу Кэбота — даже если придется, в крайнем случае, убить его.
Вскоре Андро становится ясно, что он прибыл в прошлое рановато — Бертрам Кэбот-младший ещё не родился, и его будущие родители, Ноэль и Бертрам Кэбот-старший, только собираются пожениться. Андро, в его «человеческом» облике, пытается убедить Кэбота, что он не должен жениться на Ноэль — но безуспешно.
В итоге Андро влюбляется в Ноэль. В то время, как он, пытаясь застрелить Кэбота из револьвера, колеблется, на него нападают и истинный внешний вид Андро становится виден всем, он вынужден пуститься в бегство. Ноэль бежит вместе с ним и Андро объясняет ей свою миссию. Тем временем Ноэль признается, что и она влюбилась в Андро. Она убеждает его взять её с собой в будущее, таким образом исключив любую возможность, что у неё и Кэбота родится ребёнок. К сожалению, Андро исчезает в тот же миг, как космический корабль прибывает в «его» время, поскольку он — Человек, который никогда не рождался.

## Заключительная фраза
Сказано, что, если вы положите на берег только одну-единственную гальку, вы основываете новую систему и все в мире изменяется. Можно также сказать, что любовь может изменить будущее, если она достаточно глубока, достаточно честна и достаточно самоотверженна. Она может предотвратить войну, остановить чуму, хранить целый мир… в целости.

## В ролях
- Мартин Ландау — Андро
- Ширли Найт — Ноэль Андерсон
- Карл Хелд — Капитан Джозеф Рердон
- Джон Консидайн — Бертрам Кэбот-старший
- Максин Стюарт — миссис МакКласки
- Марлоу Дженсен — священник

## Интересные факты
- Подобный сюжетный ход — возвращение героя в прошлое, чтобы предотвратить будущий биологический Холокост, погубивший человечество в его время — был позже использован в фантастическом фильме режиссёра Терри Гиллиама «12 обезьян» (1995 год).
- Роль Андро сыграл американский актёр Мартин Ландау, лауреат премии «Оскар» как лучший актёр второго плана в знаменитом фильме «Эд Вуд» (1994).
- Роль Ноэль сыграла известная американская актриса Ширли Найт, известная по ролям в сериалах «Она написала убийство», «Закон и порядок» и «Отчаянные домохозяйки».
- В новых сериях телесериала «За гранью возможного» есть фильм «Любовь до смерти» (7 серия 2 сезона), в котором также показаны уродливые существа, умевшие казаться людям в человеческом обличье.